# انجمن جغرافیایی روسیه

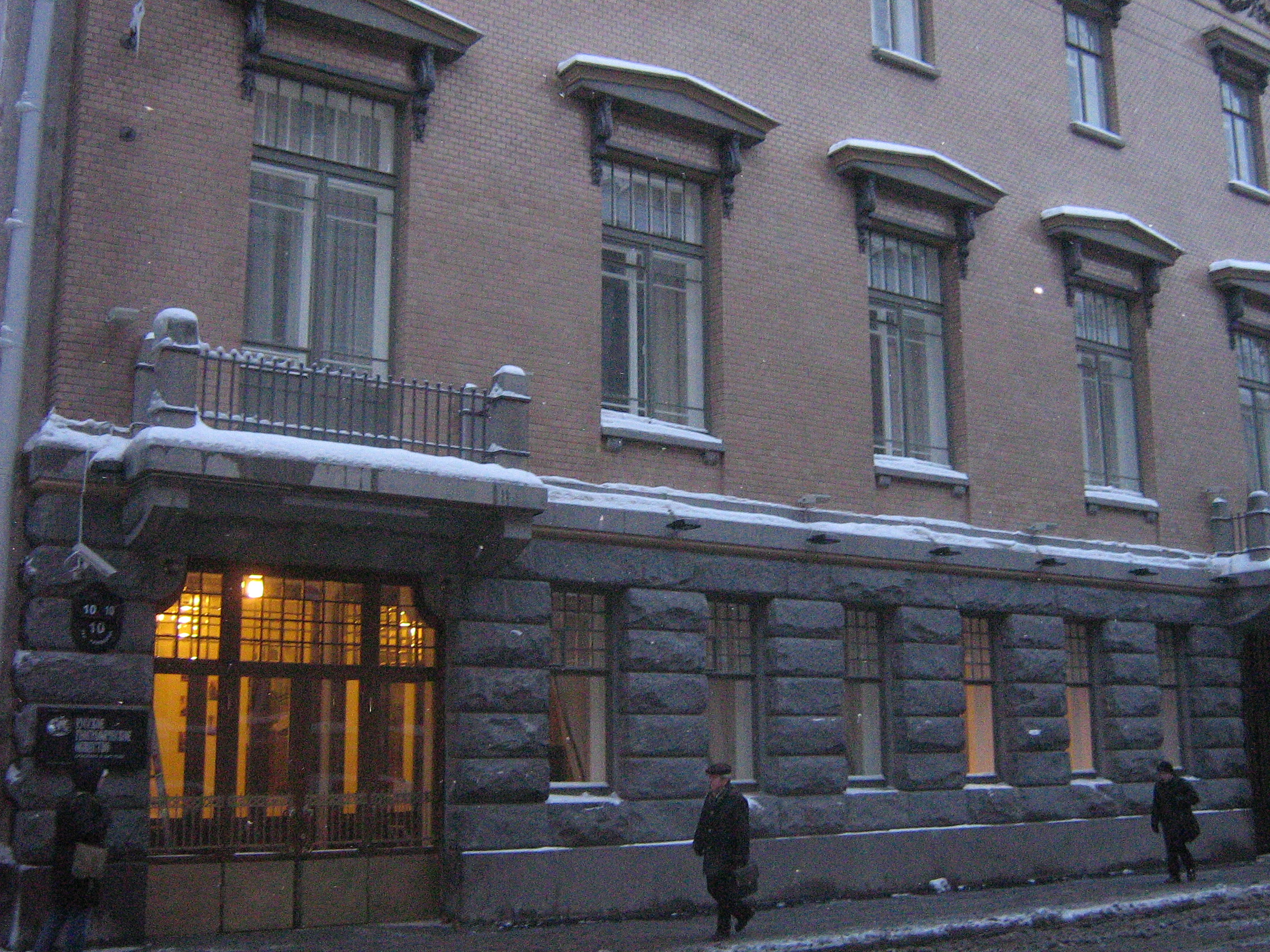
دفتر مرکزی انجمن جغرافیایی روسیه

انجمن جغرافیایی روسیه (روسی: Ру́сское географи́ческое о́бщество (РГО))، یا (Russian Geographical Society)، یک انجمن علمی است که در سنت پترزبورگ، روسیه مستقر است. با برنامه‌های تحقیقاتی در زمینه‌های جغرافیا، اکتشاف و حفاظت از طبیعت از جمله اقیانوس‌نگاری قوم‌نگاری، بوم‌شناسی و آمار را ترویج می‌کند.
این انجمن در 6 (18) اوت ۱۸۴۵ در سنت پترزبورگ روسیه بنیان‌گذاری شد. پیش از انقلاب روسیه در سال ۱۹۱۷، این انجمن به عنوان انجمن جغرافیایی امپراتوری روسیه شناخته می‌شد.
دستور تأسیس انجمن مستقیماً از امپراتور نیکلای یکم صادر شد. انگیزه تأسیس تشویق تحقیقات جغرافیایی دربارهٔ موضوعات داخلی بود، که بعدها به عنوان یک هدف سیاسی ملی‌گرایی روسیه توصیف شد.
انجمن‌های فرزندخواندگی در قفقاز (۱۸۵۰)، ایرکوتسک (۱۸۵۱)، ویلنیوس (۱۸۶۷)، اورنبورگ (۱۸۶۸)، کیف (۱۸۷۳)، اومسک (۱۸۷۷) و شهرهای دیگر بنیان‌گذاری شدند.
تا سال ۱۹۱۷، انجمن جغرافیایی روسیه از یازده زیرمجموعه و ۱۰۰۰ عضو تشکیل شده بود.

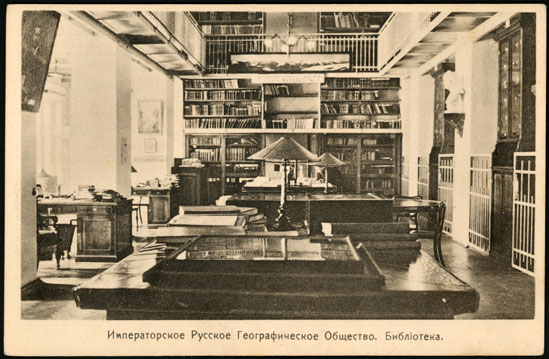
کتابخانه انجمن جغرافیایی روسیه در سال ۱۹۱۶